# Tod einer Heuschrecke
Tod einer Heuschrecke (Moartea unei lăcuste) este un episod din filmul serial german Tatort, episod care apare în anul 2008. El este produs de "Rundfunk Berlin Brandenburg" filmările au loc în Berlin, în regia lui Ralph Bohn.

## Acțiune
La un club select din Berlin este omorât Ted Wilson, un om de afaceri american (Investmentmanager). El era implicat în preluarea firmei Brom-AG de către o firmă americană. De preluarea firmei Brom-AG este intereat și omul de afaceri Michael Zinger, Hopkins și oamenii de afaceri din Hong Kong. Pe lista suspecților a comisarilor de poliție Ritter și Stark stau studenta Franka care a avut o relație cu mortul, prietenul gelos al ei, Daniel Einlass și Klaus Werner, președintele sindicatului de la firma Brom-AG, care în interesul muncitorilor este interesat de a împiedeca vânzarea firmei. Cazul se complică când anchetatorii descoperă relația lui Klaus Werner cu fermecătoarea translatoare Kirsten. Ancheta este dificilă, deoarece toți suspecții aveau un motiv și toți au fost prezenți în seara crimei în club. Anchetatorii constată la percheziția unei camere de hotel, că sunt și alții pe care-i interesează cazul. Cu ajutorul translatoarei Kirsten și a consulului american, Bob Miller, care este informat de interpol, cazul va fi elucidat.